# Katharinenkirche (Bethlehem)

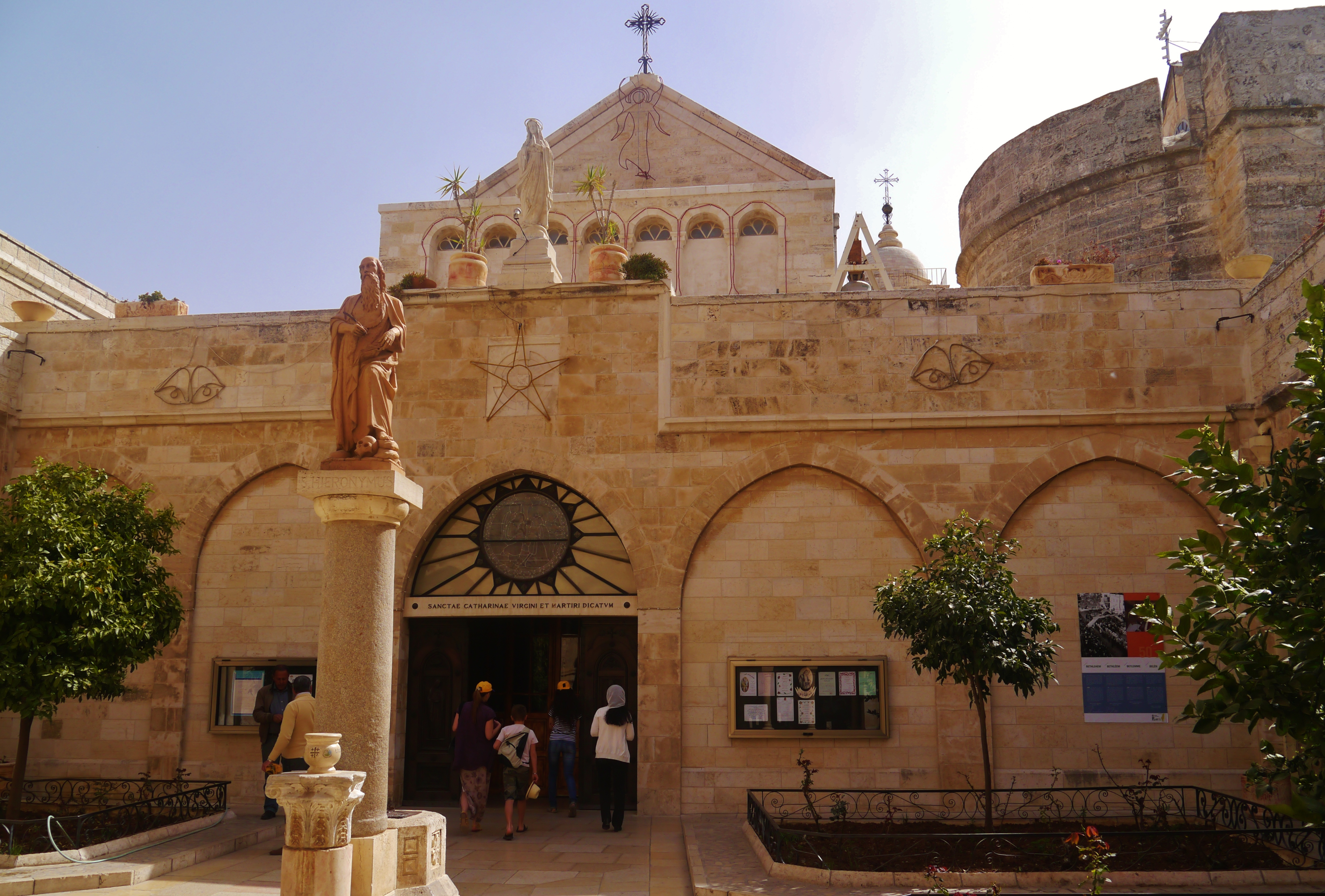
Katharinenkirche, Westfassade vom Innenhof des Kreuzgangs mit der Statue des heiligen Hieronymus

Die Katharinenkirche  (arabisch كنيسة القديسة كترينا) ist eine römisch-katholische Wallfahrtskirche in Bethlehem. Sie wird von der Kustodie des Heiligen Landes der Franziskaner betreut. Die Kirche befindet sich unmittelbar nördlich der Geburtskirche und kann von dort durch ein Seitenportal in der Nordkonche betreten werden.

## Geschichte

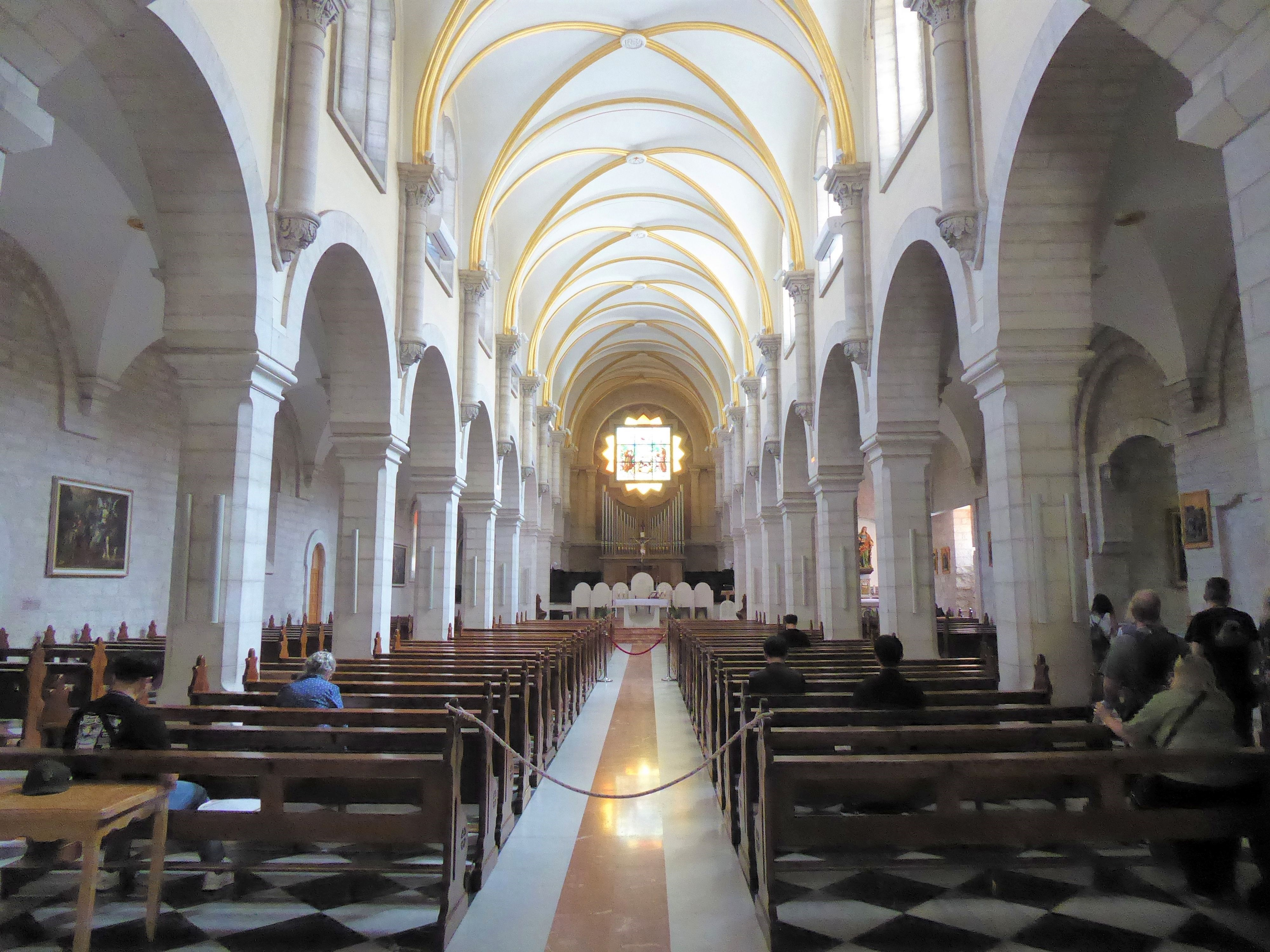
Katharinenkirche, Blick durch das Langhaus

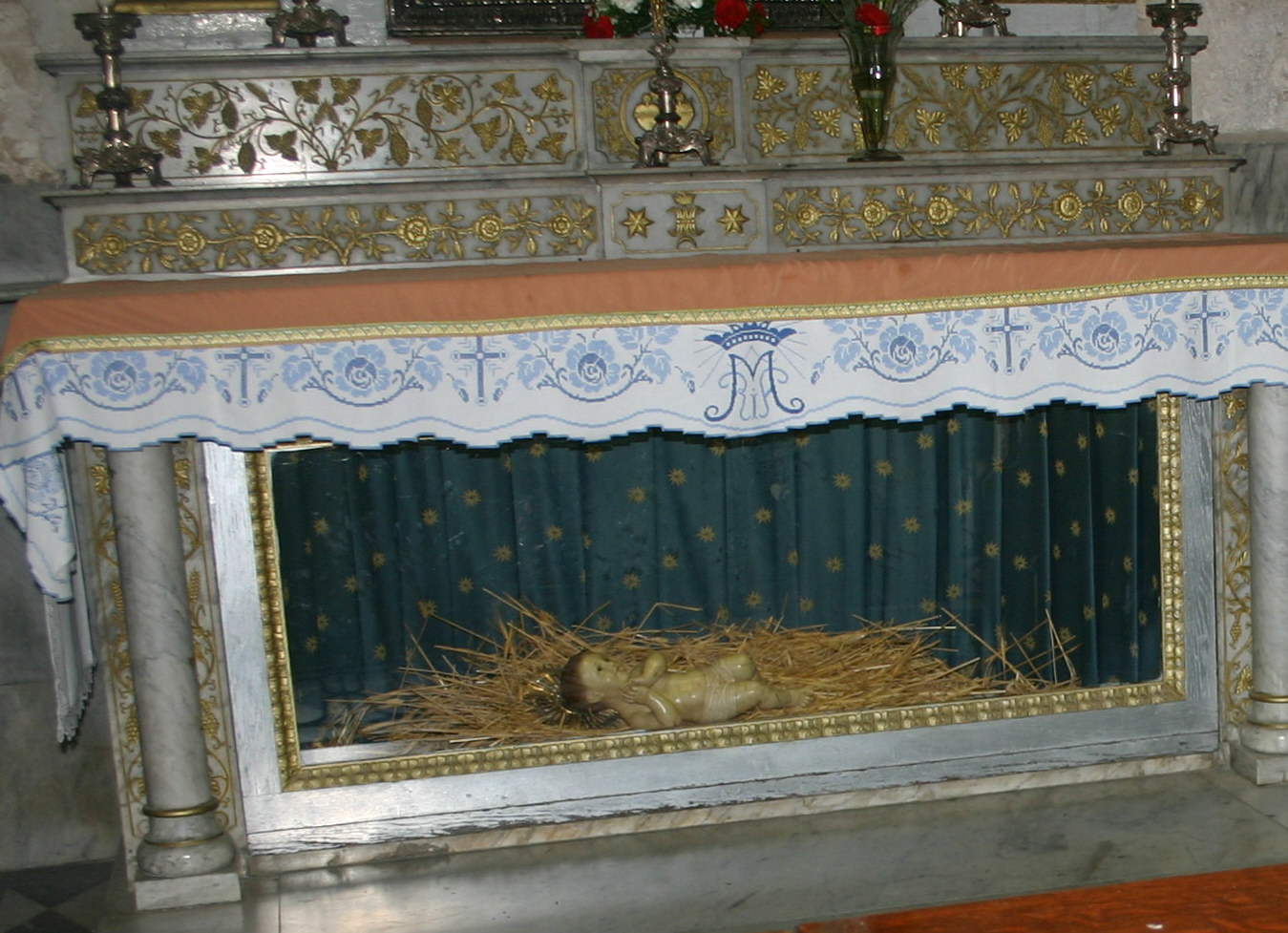
Jesuskind-Figur im Seitenaltar der Katharinenkirche

Die 1882 an Stelle einer früheren Kirche und älteren Vorgängerbauten aus dem 5. Jahrhundert fertiggestellte Katharinenkirche ist zu Ehren der heiligen Katharina von Alexandria geweiht. Sie besitzt einen als Atrium vorgelagerten Kreuzgang und den zugehörigen Casa-Nova-Komplex aus dem Jahr 1982. Dieser beherbergt unter anderem das römisch-katholische Pfarrzentrum von Bethlehem.
Der Überlieferung nach erhebt sich die Kirche an der Stelle, an der Jesus Christus der heiligen Katharina erschienen sein und ihr deren bevorstehendes Martyrium vorhergesagt haben soll. Im 12. Jahrhundert wurde hier zur Zeit der Kreuzfahrerherrschaft unter dem Königreich Jerusalem nördlich der Geburtskirche ein Konvent augustinischer Regularkanoniker eingerichtet, von dem im Kern der heute rekonstruierte Kreuzgang erhalten ist. Östlich davon befand sich ein Raum, der vermutlich als Kapitelsaal genutzt wurde. Von hier gab es einen Zugang zu einer rektangulären Kirche, die zum ersten Mal im 15. Jahrhundert erwähnt und durch die katholischen Ordensleute genutzt wurde, da die Katholiken von der orthodoxen Geburtskirche ausgeschlossen waren. 
Die erhaltenen mittelalterlichen Bauten wurden im Zuge der Errichtung der Katharinenkirche zwischen 1874 und 1882 fast vollständig zerstört. Geringe Reste sind in der südwestlichen Ecke des Kirchenschiffs zu sehen. Die Katharinenkirche selber stellt eine repräsentative dreischiffige Basilika dar. Das Mittelschiff war bis 1999 mit vielen Rädern, dem Attribut der heiligen Katharina, verziert. Danach folgte eine Restaurierung für das Jubiläumsjahr 2000 mit einem Papstbesuch, bei der der Raum hinter dem Hauptaltar vergrößert wurde.
Über eine Treppe gelangt man direkt vom südlichen Seitenschiff in das Grottensystem unter der Geburtskirche, in dem sich die Gräber des heiligen Hieronymus, der heiligen Paula und der heiligen Eustochium befinden. Die Gebeine der Heiligen wurden im 15. Jahrhundert nach Rom in die Basilika Santa Maria Maggiore überführt. Über eine Verbindungstür besteht von dort ein Zugang in die Geburtsgrotte, die nur zu religiösen Anlässen wie an Weihnachten oder bei den Prozessionen der Franziskaner geöffnet wird. 
Das bekannteste Ausstattungsstück der Katharinenkirche ist das Jesuskind aus Holz. Die lebensgroße Krippenfigur wird das Jahr über unter dem rechten Seitenaltar, auf Stroh gebettet, gezeigt. Zu Weihnachten liegt es (ohne weitere Figuren) unter dem Hauptaltar. Seit dem Umbau hat der Altar eine spezielle ovale Schale als Liegestatt dafür integriert.
Der vorgelagerte Kreuzgang im Stil entsprechender südfranzösischer Bauwerke des 12. Jahrhunderts umfasst drei Flügel und wurde 1948 durch Antonio Barluzzi unter Beibehaltung erhaltener Teile wiederhergestellt und rekonstruiert. Der Kreuzgang entspricht der Größe des originalen Bauwerks des mittelalterlichen Augustinerkonvents unter Weglassung des Ostflügels.

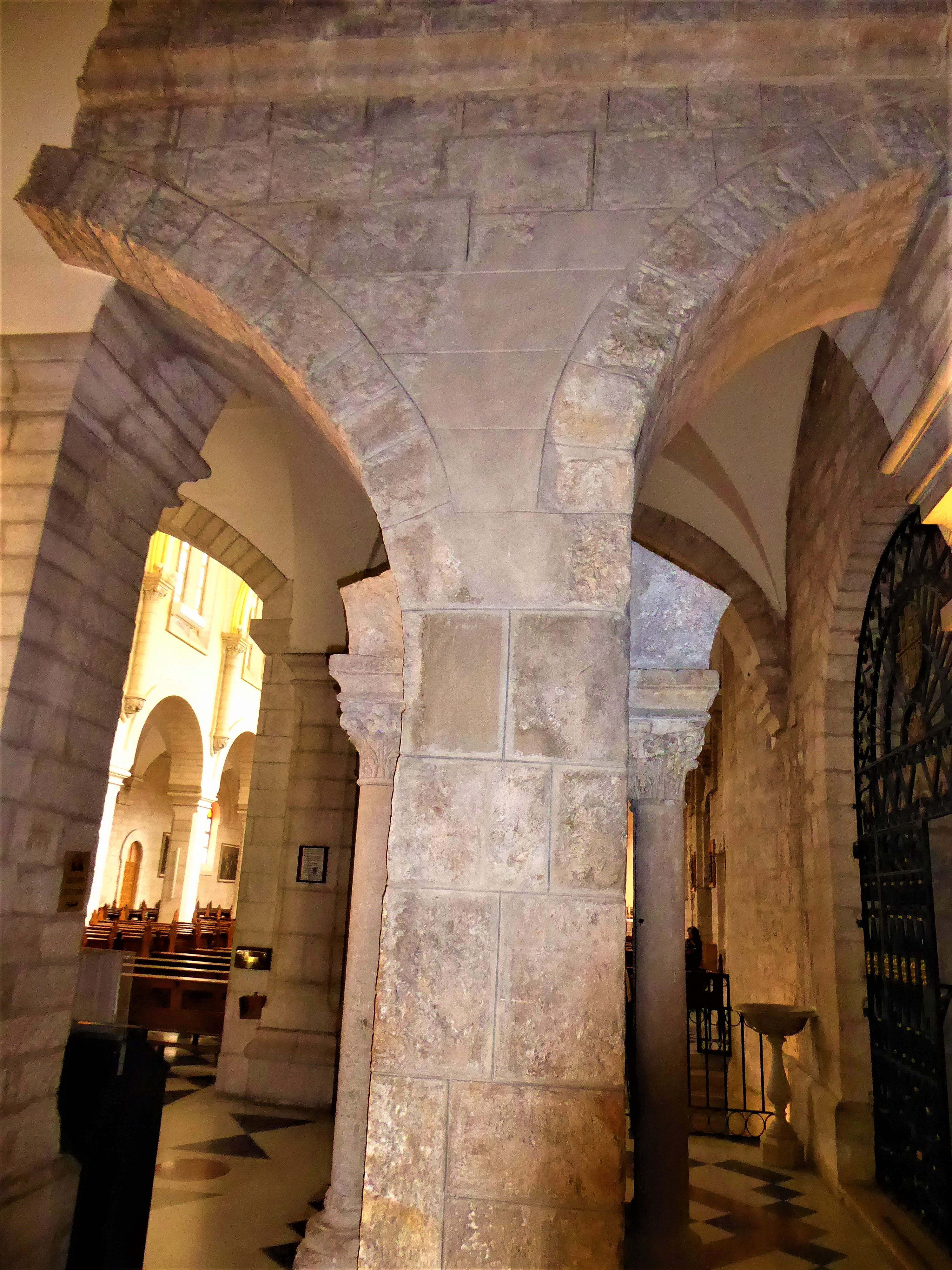
Erhaltener Pfeiler des Augustinerklosters aus dem 12. Jahrhundert in der Kirche
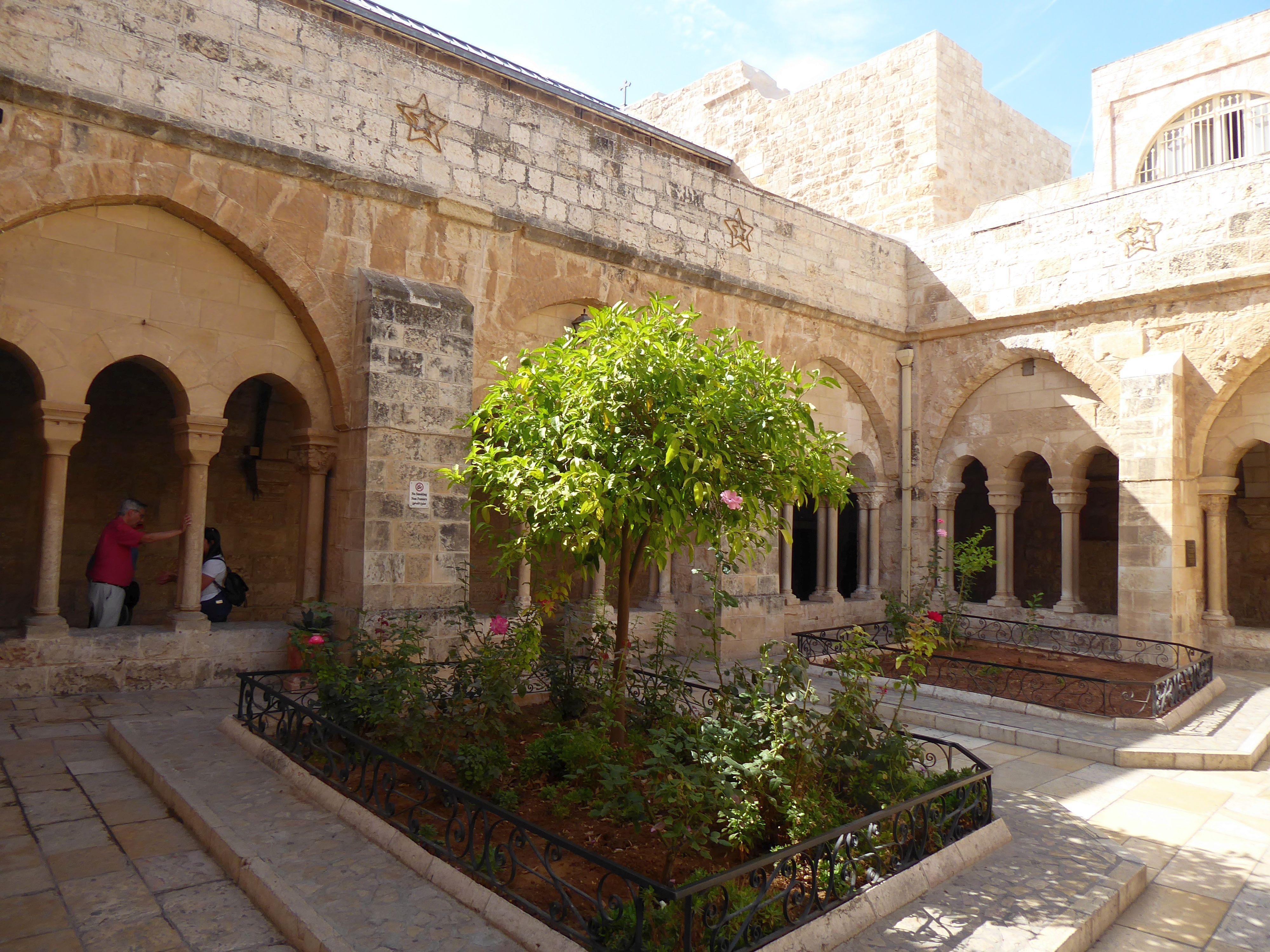
Südwestecke des Kreuzgangshofs bzw. Atriums
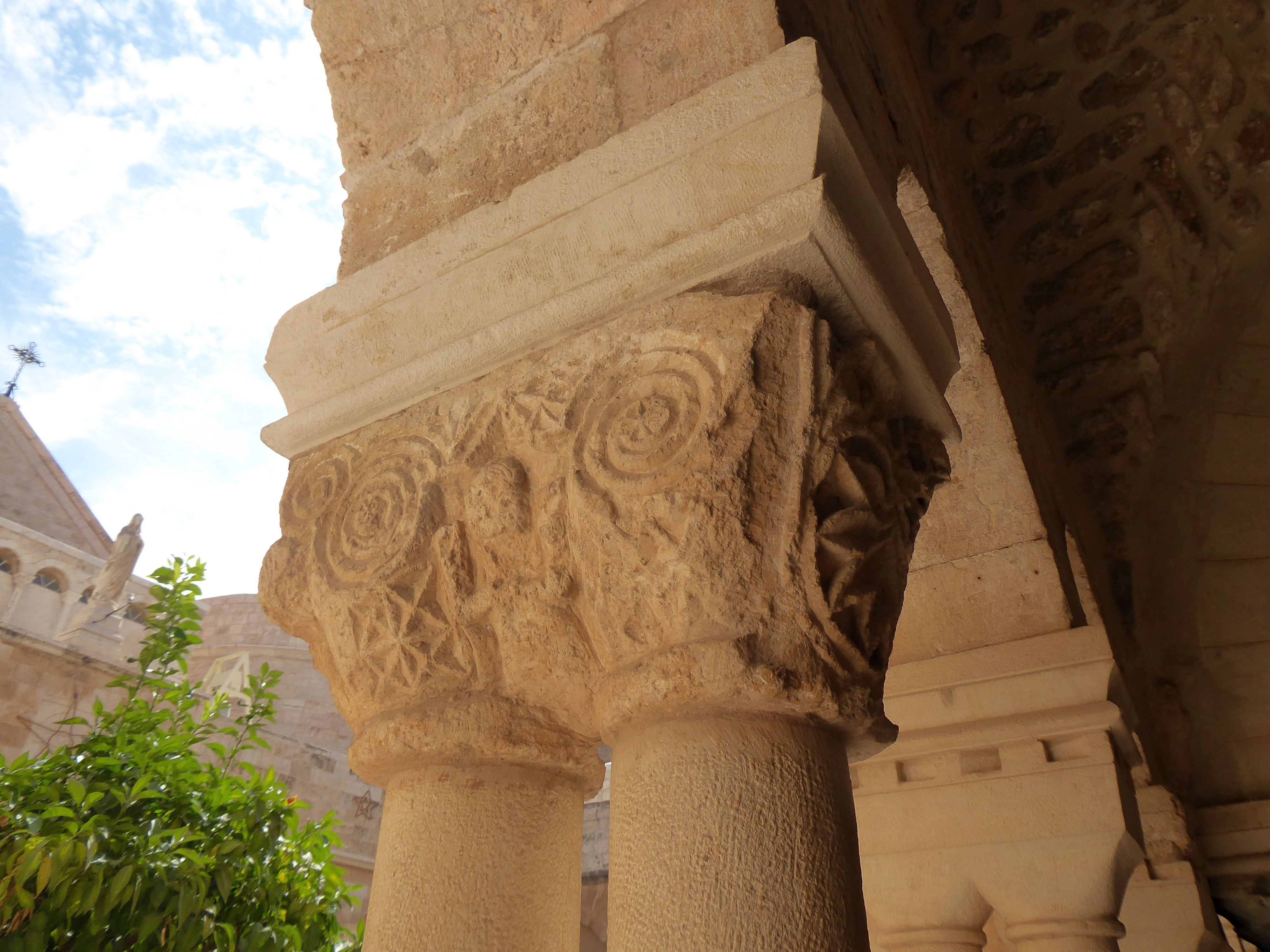
Kreuzgang, Kapitell des 12. Jahrhunderts
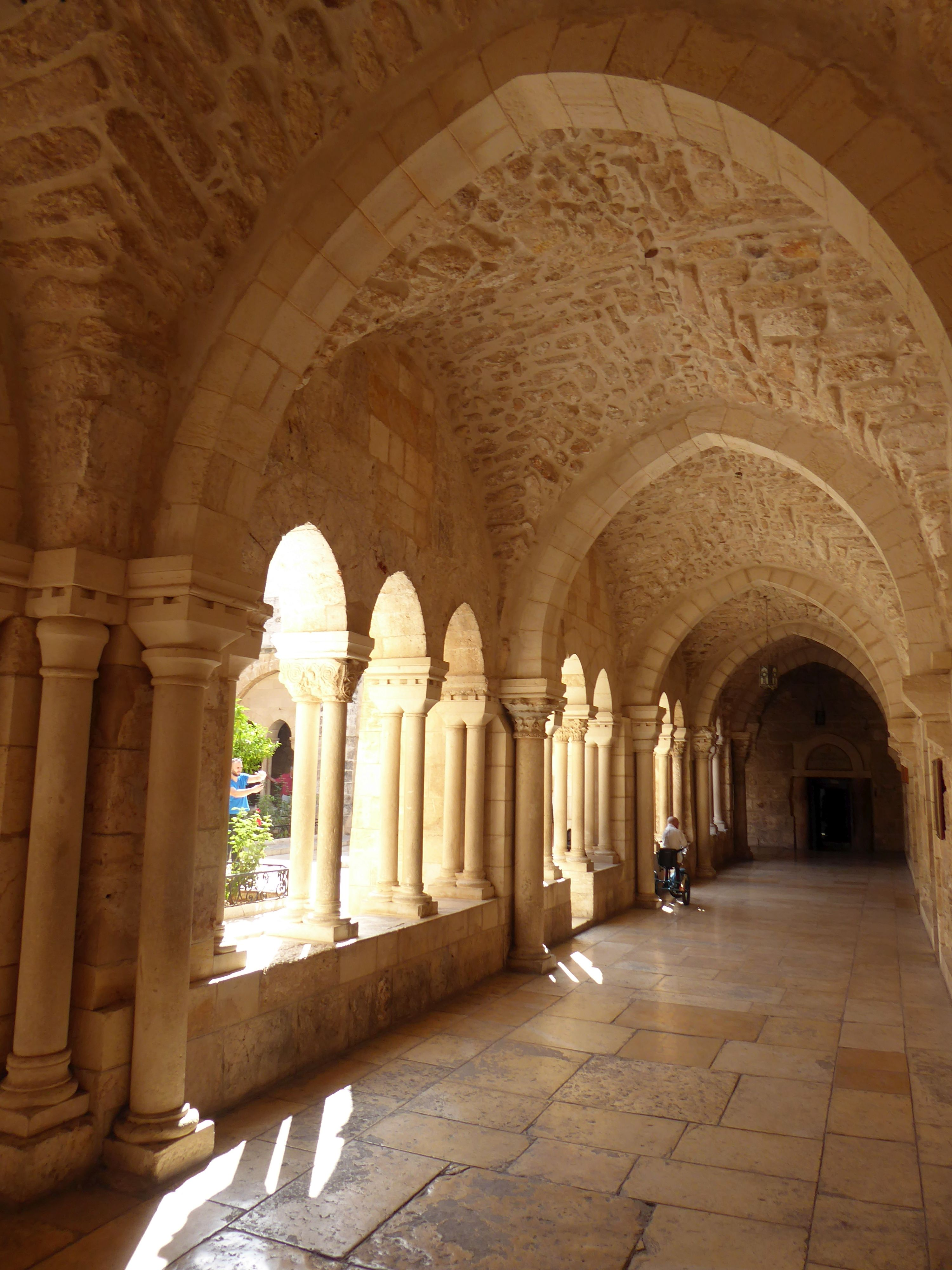
Kreuzgang, Westflügel

## Orgeln

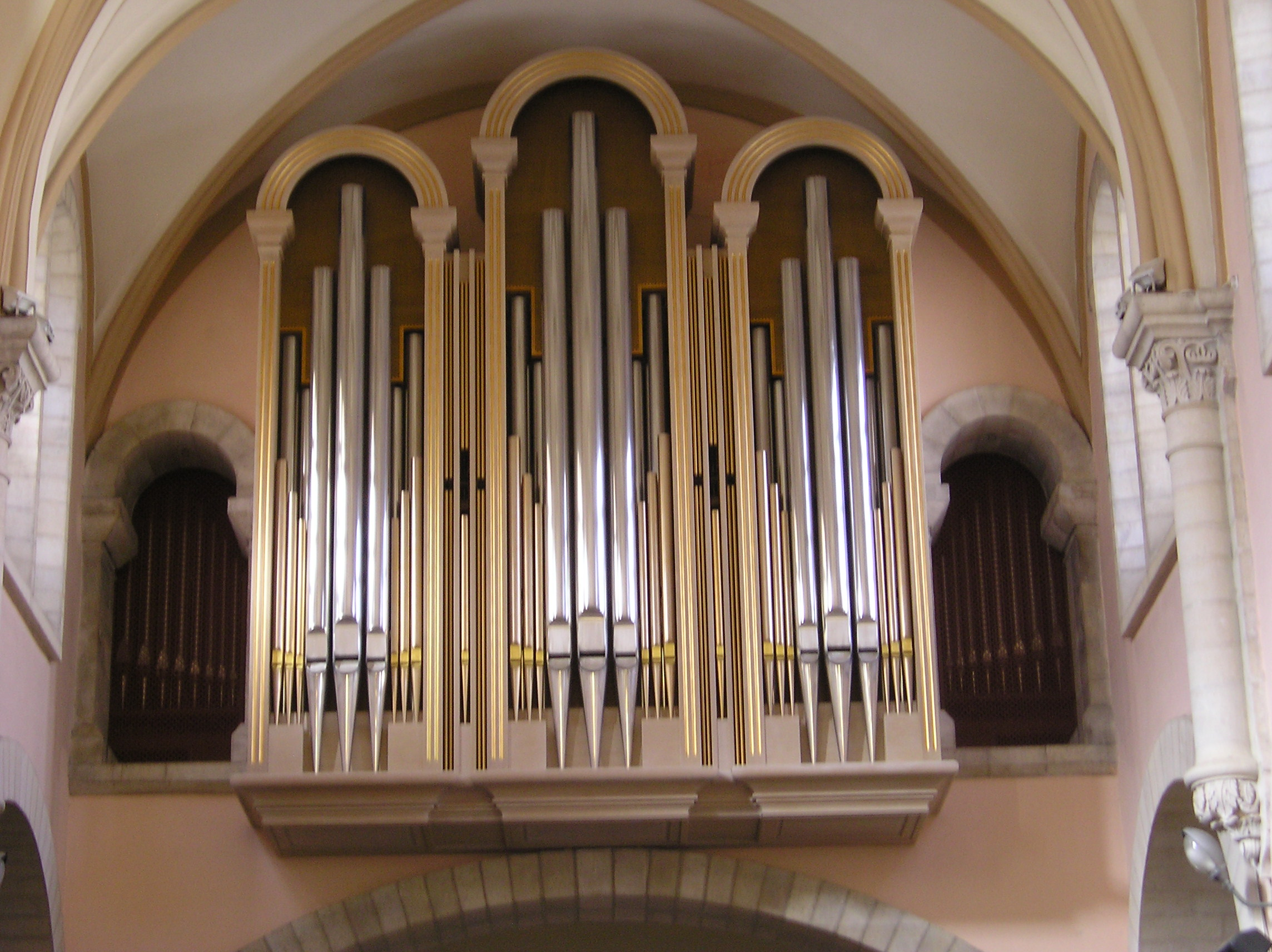
Hauptorgel der Katharinenkirche

Die Orgeln der Katharinenkirche wurden 2002 bis 2003 von der Orgelbaufirma Rieger (Schwarzach, Vorarlberg, Österreich) erbaut. Die Anlage besteht aus Hauptorgel und Chororgel, mit insgesamt 52 Registern auf drei Manualwerken und Pedal. Die Hauptorgel hat 37 Register auf zwei Manualwerken und Pedal. Vom Spieltisch der Hauptorgel (2. Manual: Positif)  aus lässt sich auch die Chororgel anspielen, die 15 Register auf einem Manual und Pedal hat. Im Zusammenhang mit der palästinensischen Besetzung der Geburtskirche wurden 2002 während des Aufbaues 38 Register der Hauptorgel durch eine israelische Brandbombe zerstört. Ein Palästinenser, der den Brand löschen wollte, wurde erschossen.
| I Grand Organo C–g3 |       |
| Bordone             | 16′   |
| Principale          | 8′    |
| Bordone             | 8′    |
| Flauto armonico     | 8′    |
| Voce Umana          | 8′    |
| Ottava              | 4′    |
| Flauto              | 4′    |
| Duodecima           | 2 ⁄3′ |
| Decimaquinta        | 2′    |
| Ripieno IV          | 2′    |
| Cornetto V          | 8′    |
| Tromba              | 16′   |
| Tromba              | 8′    |
| Tromba              | 4′    |

| II Positivo C–g3 |       |
| Principale       | 8′    |
| Bordone          | 8′    |
| Salicionale      | 8′    |
| Ottava           | 4′    |
| Flauto           | 4′    |
| Duodecima        | 2 ⁄3′ |
| Decimaquinta     | 2′    |
| Decimanona       | 1 ⁄3′ |
| Piccolo          | 1′    |
| Ripieno V        | 1′    |
| Tromba           | 8′    |
| Cromorne         | 8′    |
| Tremolo          |       |

| III Recit C–g3 |       |
| Bordone        | 8′    |
| Gamba          | 8′    |
| Voce celeste   | 8′    |
| Principale     | 4′    |
| Flauto ottav.  | 4′    |
| Duodecima      | 2 ⁄3′ |
| Ottavino       | 2′    |
| Piccolo        | 1′    |
| Ripieno V      | 2′    |
| Cornetto V     | 8′    |
| Tromba arm.    | 8′    |
| Oboe           | 8′    |
| Clarino        | 4′    |
| Voix humaine   | 8′    |
| Tremolo        |       |
| Campane        |       |
| Campanelli     |       |

| Pedale C–f1 |         |
| Contrabasso | 16′     |
| Subbasso    | 16′     |
| Quinta      | 10 2⁄3′ |
| Violoncello | 8′      |
| Flauto      | 8′      |
| Flauto      | 4′      |
| Bombarda    | 16′     |
| Tromba      | 8′      |
| Tromba      | 4′      |

| Pedale (Chororgel) C–f1 |     |
| Subbasso                | 16′ |
| Principale              | 8′  |
| Ottava                  | 4′  |

- Koppeln: II/I, III/I, III/II, I/P, II/P, III/P